# Natalie Hall
Natalie Elise Hall (Vancouver, 25 de enero de 1990) es una actriz canadiense de cine, teatro y televisión. Ha aparecido en varias producciones de Broadway, así como en reconocidas series de televisión como All My Children y Pretty Little Liars.

## Carrera
La cadena ABC anunció que Hall había sido seleccionada para el papel de Colby Chandler en la serie dramática All My Children. Hall hizo su debut el 25 de noviembre de 2009, filmando sus primeras escenas a mediados de octubre justo antes de que el espectáculo se trasladara a Los Ángeles. Hall hizo su última aparición en la emisión final de All My Children el 23 de septiembre de 2011.
El 29 de junio de 2011 se anunció que Hall reemplazaría a Natalie Floyd como la próxima hermanastra de Hanna, Kate Randall, en la serie de ABC Family Pretty Little Liars, interpretando el papel hasta 2012. Interpretó a Ellie King en Love's Christmas Journey, una miniserie de cuatro partes en 2011.
En 2013, fue elegida para representar a Taylor en la serie Star-Crossed. Interpretó a Britney en la nueva versión de la serie de  comedia dramática Drop Dead Diva, originalmente para dos episodios, pero regresó para un episodio más. Se unió al elenco de True Blood de HBO para su última temporada, interpretando a Amber Mills durante tres episodios.

## Filmografía
| Año  | Título                         | Rol              | Notas            |
| ---- | ------------------------------ | ---------------- | ---------------- |
| 2004 | Have You Heard? Secret Central | Tes Taylor       |                  |
| 2010 | Rising Stars                   | Brenna           |                  |
| 2011 | Love's Christmas Journey       | Ellie Davis King | Película para TV |
| 2012 | Seven Year Hitch               | Jennifer         | Película para TV |
| 2013 | +1                             | Melanie          |                  |
| 2015 | Lucky N#mbr                    | Nikki Page       |                  |
| 2015 | Simple Little Lives            | Kaylee           |                  |
| 2016 | The Curse of Sleeping Beauty   | Linda            |                  |
| 2016 | Summer of 8                    | Jen              |                  |
| 2017 | The Boy Downstairs             | Ivy              |                  |
| 2017 | Only the Brave                 | Natalie Johnson  |                  |

| Año             | Título                            | Rol             | Notas                                |
| --------------- | --------------------------------- | --------------- | ------------------------------------ |
| 2008            | Law & Order: Special Victims Unit | Shelby Crawford | Episodio: "Streetwise"               |
| 2009            | The Good Wife                     | Maura           | Episodio: "Stripped"                 |
| 2009–11         | All My Children                   | Colby Chandler  | 2009 – 2011                          |
| 2011–12         | Pretty Little Liars               | Kate Randall    | 5 episodios                          |
| 2013            | CSI: Crime Scene Investigation    | Katy Hill       | Episodio: "Last Woman Standing"      |
| 2013            | Drop Dead Diva                    | Britney         | 3 episodios                          |
| 2014            | Star-Crossed                      | Taylor Beecham  | 11 episodios                         |
| 2014            | Royal Pains                       | Hope            | Episodio: "Everybody Loves Ray, Man" |
| 2014            | True Blood                        | Amber Mills     | 3 episodios                          |
| 2014            | Royal Pains                       | Tasha           | Episodio: "Electric Youth"           |
| 2017            | Red Blooded                       | Jennifer        | Episodio: "Pilot"                    |
| 2017            | Shades of Blue                    | Novia de Bianci | 3 episodios                          |
| 2017            | NCIS: Nueva Orleans               | Chloe Myles     | Episodio: "Acceptable Loss"          |
| 2018            | UnREAL                            | Candy Coco      | 8 episodios                          |
| 2018 - presente | Charmed                           | Lucy            | 11 episodios                         |